# Diego Villalobos
Diego Villalobos Carrillo (Guadalajara, 25 de marzo de 2005) es un deportista mexicano que compite en natación sincronizada. Ganó cuatro medallas en el Campeonato Mundial de Natación entre los años 2023 y 2025.

## Palmarés internacional
| Campeonato Mundial | Campeonato Mundial  | Campeonato Mundial | Campeonato Mundial |
| Año                | Lugar               | Medalla            | Prueba             |
| ------------------ | ------------------- | ------------------ | ------------------ |
| 2023               | Fukuoka (Japón)     | Medalla de plata   | Dúo libre mixto    |
| 2024               | Doha (Catar)        | Medalla de bronce  | Dúo técnico mixto  |
| 2024               | Doha (Catar)        | Medalla de bronce  | Dúo libre mixto    |
| 2025               | Singapur (Singapur) | Medalla de bronce  | Solo técnico       |